# كوخ صوفي رشيد بيروز (بشت أربابا)
کوخ صوفي رشید بیروز (بالفارسية: کوخ صوفی رشیدپیروز) هي قرية تقع في إيران في قسم بشت أربابا الريفي. يقدر عدد سكانها بـ 83 نسمة بحسب إحصاء 2016.